# Bitka pri reki Coweecho
Bitka pri reki Coweecho (znana tudi kot Črna luknja) se je odvijala v današnjem okrožju Macon, Severna Karolina, med milico patriotov in njihovimi zavezniki Catawba ter bojevniki Cherokee in njihovimi zavezniki lojalisti 19. septembra 1776, med ameriško revolucionarno vojno.
Regija gorovja Apalači in bližnja območja so postala prizorišče spora med Cherokeeji in anglo-evropskimi naseljenci, ki so se še naprej širili proti zahodu. V odgovor na to so Cherokeeji julija in avgusta 1776 začeli napadati ta naselja. Kolonialne vlade so uskladile protinapade na te napade. Brigadni general Griffith Rutherford iz milice Severne Karoline in polkovnik Andrew Williamson iz milice Južne Karoline sta načrtovala srečanje in napad na srednja in spodnja naselja Cherokeejev, ki se nahajajo v obeh Karolinah.
Na poti, da bi se srečali z generalom Rutherfordom, so Južnokarolinčane z njihovimi izvidniki Catawba 19. septembra 1776 napadli Cherokeeji z njihovimi zavezniki lojalisti. Zaradi terena strmega soteske ni bilo mogoče izvesti protinapada, razen da bi se napadlo naravnost proti sovražniku, kar so sile Patriotov tudi storile in so si utirale pot z uporabo bajonetov. Cherokeeji, ki jim je zmanjkovalo streliva, so bili prisiljeni k umiku.
Sčasoma se je polkovnik Andrew Williamson 26. septembra srečal z brigadnim generalom Griffithom Rutherfordom v današnjem Murphyju, Severna Karolina, in tako ustvaril združeno silo 4.500 Patriotov za nadaljnje ukrepanje proti Cherokeejem, vendar do tega ni prišlo.
Danes državni zgodovinski znak z imenom bitke označuje mesto spopada. Piše takole: "Med ameriško revolucijo so sile S.C. pod polkovnikom Andrewom Williamsonom premagale Cherokeeje, v bližini, pri "Črni luknji, septembra 1776."